# Montes Fann
Las montañas o montes Fann, también conocidas simplemente como Lo[a]s Fanns (en tayiko: қаторкӯҳи Фан, katorkuhi Fan; en ruso: Фанские горы, Fanskije gory) es una cadena montañosa perteneciente a la sección occidental de la cordillera de Pamir, localizada entre las cordilleras  Zeravshan, al norte, y Gissar, al sur. Administrativamente, es parte de la provincia de Sughd de Tayikistán. 
En dirección este-oeste, se extiende desde el río  Fandarya hasta el río Archimaydan. El grupo de lagos Marguzor, al oeste de Archimaydan, también se suelen incluir como parte de las Fanns. 

## Picos
Los Fanns cuentan con un centenar de picos, varias de altitudes de más de 5.000 m y alturas relativas de hasta 1.500 m.  El punto más alto en las montañas Fann es el pico Chimtarga (5489 m).  Otros cinco miles son el Bodkhona (5.138 m), Chapdara (5050 m), Gran Hansa (5306 m), Pequeño Hansa (5031 m), Zamok (Castillo, 5070 m), Mirali (5.132 m) y Energía (5120 m ).

## Lagos

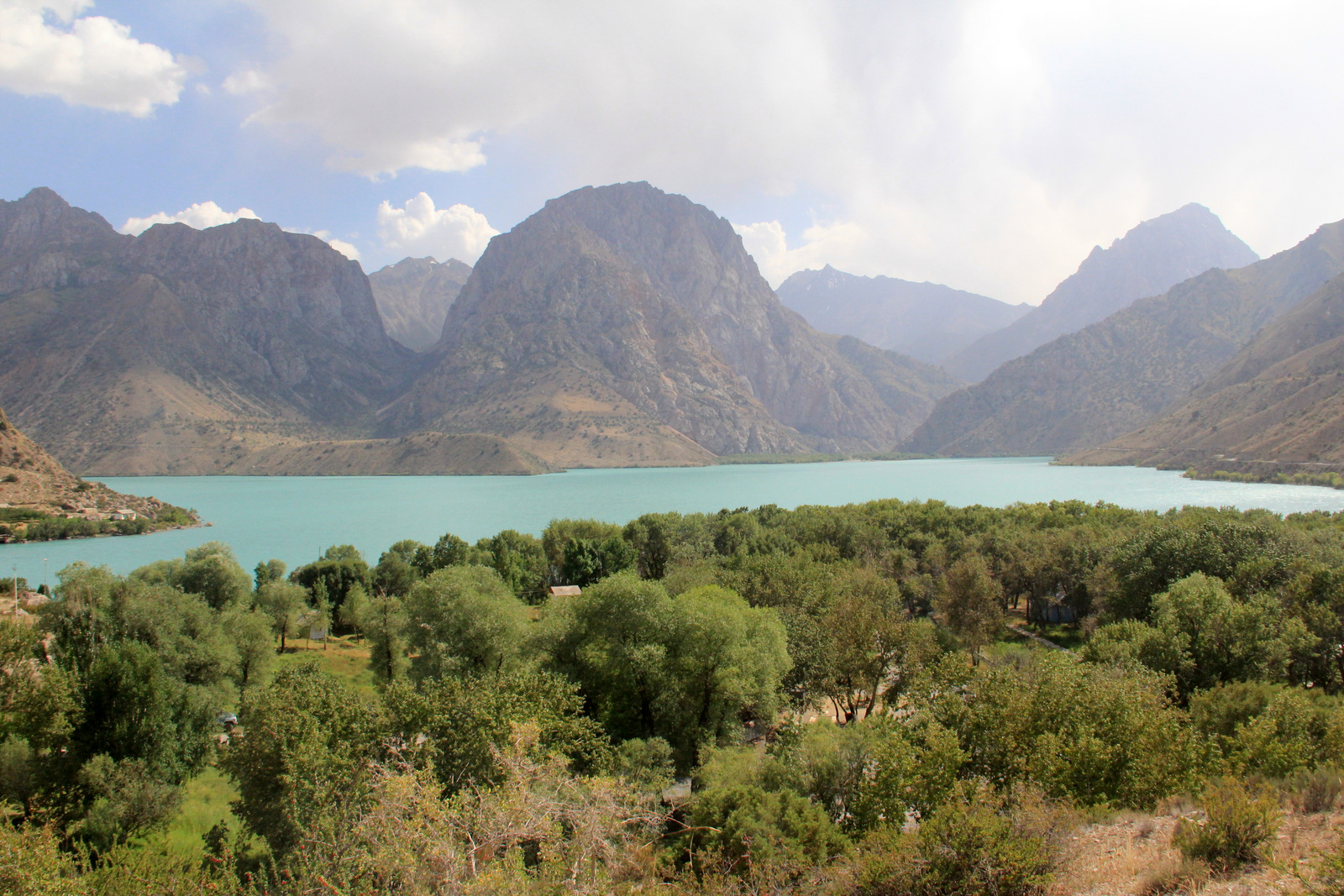
Lago Iskanderkul, Tayikistán.

Hay muchos lagos en los Fanns. Los más conocidos son los lagos Alaudin, en el valle del río Chapdara, los lagos Kulikalon en la ladera norte del pico Chimtarga, y el más destacados de todos, el lago Iskanderkul.

## Acceso
La mejor época para visitar las montañas es, para practicar el senderismo, entre mayo y octubre y para el alpinismo,, de julio a septiembre, cuando hay mejor clima por lo general.  El acceso es generalmente desde  Pendjikent, adonde se puede llegar tanto desde Dusambé o Samarcanda.

## Galería de imágenes

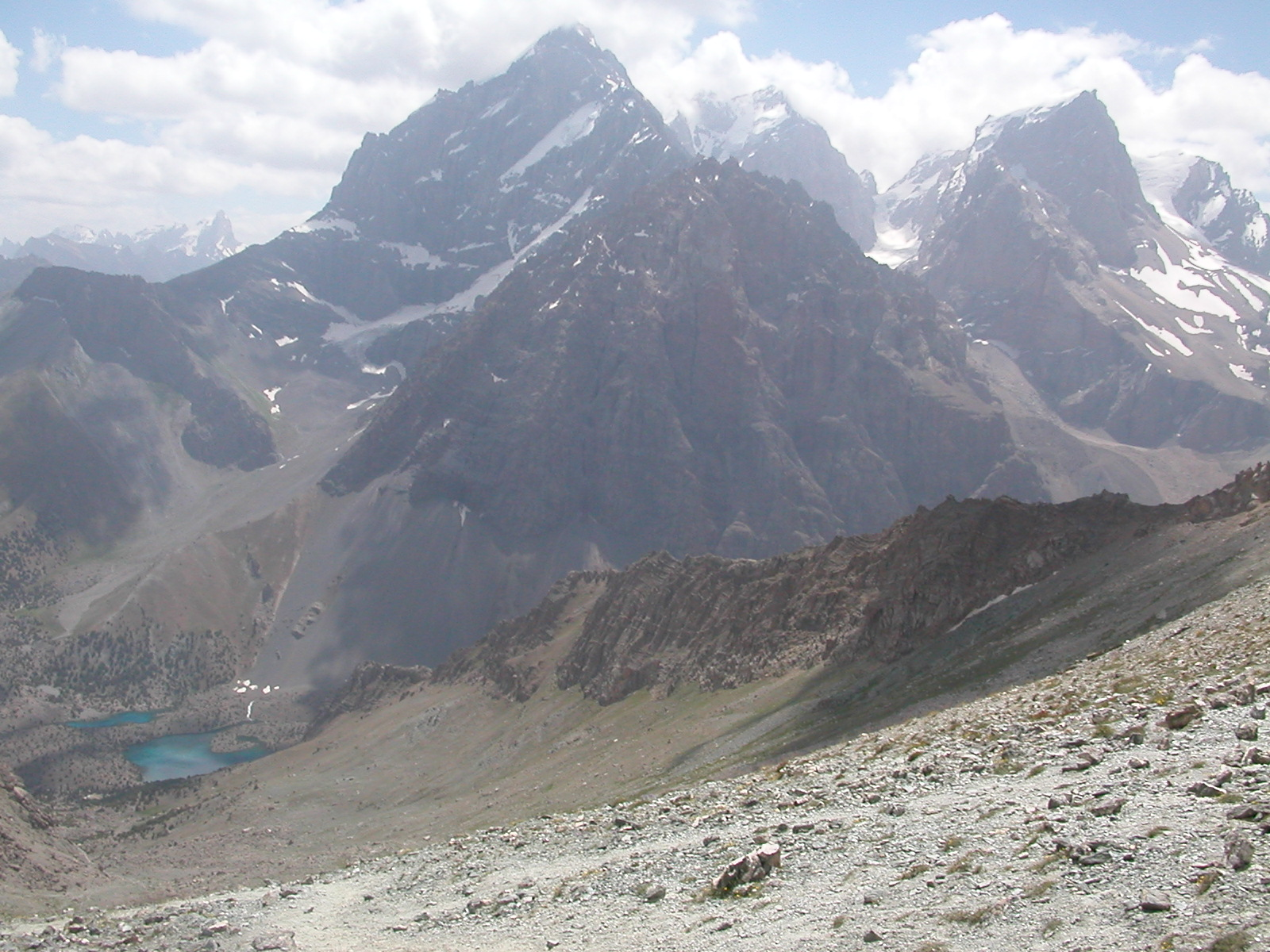
Los picos Chapdara y Bodhona
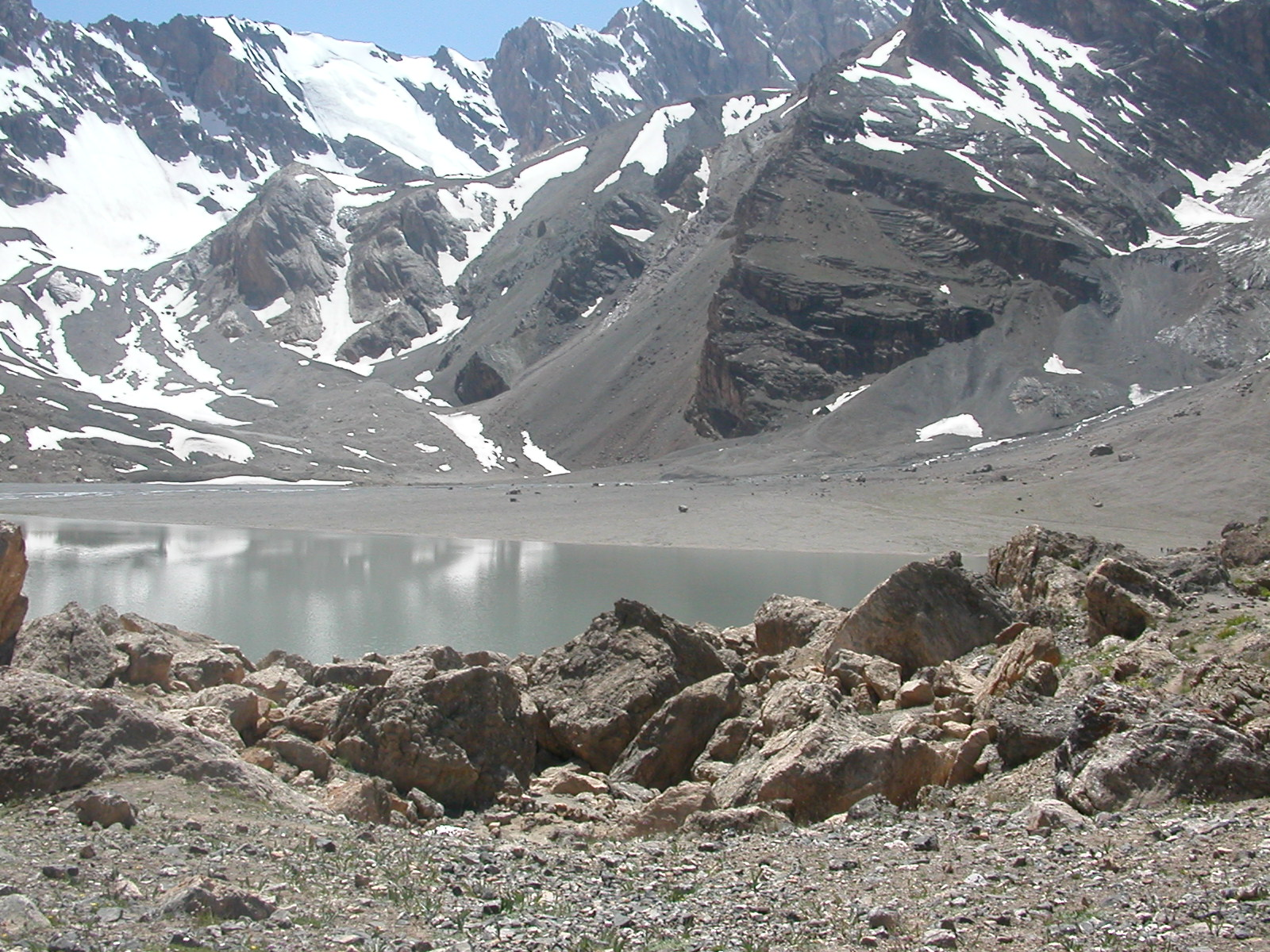
Lago Moutniy
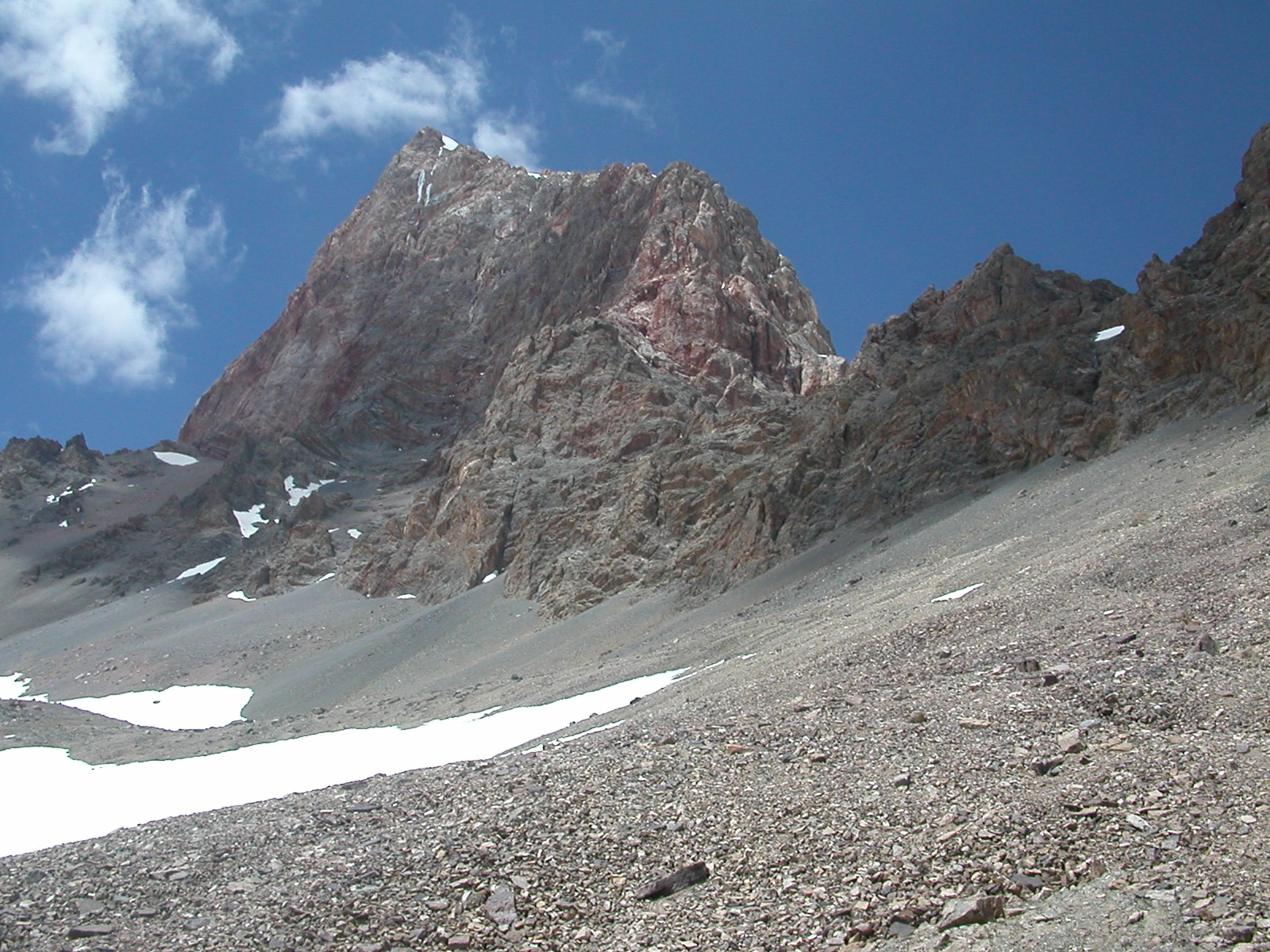
Pico Chimtarga